# جيمس والينغتون
جيمس والينغتون (بالإنجليزية: James Wallington)‏ (28 يوليو 1944 – 19 أبريل 1988) هو ملاكم أمريكي راحل، مثّل بلاده في الألعاب الأولمبية الصيفية 1968 وحقق الميدالية البرونزية في فئة وزن الويلتر الخفيف.

## روابط خارجية
جيمس والينغتون على موقع أوليمبيديا (الإنجليزية)